# Die Ratten (film, 1921)
Pour plus de détails, voir Fiche technique et Distribution.
Die Ratten est un film allemand, sorti en 1921.

## Synopsis
Vision des parias de la société.

## Fiche technique
- Titre : Die Ratten
- Réalisation : Hanns Kobe
- Scénario : Julius Sternheim d'après la pièce Les Rats de Gerhart Hauptmann
- Photographie : Karl Freund
- Pays d'origine : République de Weimar
- Format : Noir et blanc - 1,33:1 - Film muet
- Genre : drame
- Durée : 59 minutes
- Date de sortie : 1921

## Distribution
- Emil Jannings : Bruno
- Lucie Höflich : Frau John
- Eugen Klöpfer : Herr John
- Marija Leiko : Pauline Piperkarcka
- Blandine Ebinger : Sidonie Knobbe
- Gertrude Hoffman : Alice Rütterbusch
- Max Kronert
- Kaethe Richter
- Preben J. Rist
- Claire Selo : Walburga Hassenreuter
- Hermann Vallentin : Harro Hassenreuter
- Hans Heinrich von Twardowski : Erich Spitta
- Emmy Wyda